# Mamadou Ballo
Pour les articles homonymes, voir Ballo.
Mamadou Ballo est un homme politique guinéen.

## Ministre
Le 19 juin 2020, il est nommé par décret ministre chef de cabinet à la présidence après le ministre de la fonction publique, de la réforme de l'État et de la modernisation de l'administration.
Il occupe cette fonction jusqu'à la chute du régime d'Alpha condé le 5 septembre 2021.
En octobre 2022, le ministre de la justice guinéen demande des poursuites contre Mamadou Ballo pour des faits présumés de malversations, de détournements de fonds publics, de faux et usage de faux, de corruption et d'enrichissement illicite et complice,.